# Tryb komfort
Tryb komfort – singel polskiego rapera Kizo oraz rapera Major SPZ z albumu studyjnego Złoto i biel. Singel został wydany 16 stycznia 2020 roku. Tekst utworu został napisany przez Patryka Wozińskiego i Majora SPZ.
Nagranie otrzymało w Polsce status platynowej płyty w 2021 roku.
Singel zdobył ponad 19 milionów wyświetleń w serwisie YouTube (2023) oraz ponad 7 milionów odsłuchań w serwisie Spotify (2023).

## Nagrywanie
Utwór został wyprodukowany przez Michała Graczyka. Za mix/mastering odpowiada DJ Johny. Tekst do utworu został napisany przez Patryka Wozińskiego i Majora SPZ.

## Twórcy
- Kizo, Major SPZ – słowa[1][2]
- Patryk Woziński, Major SPZ – tekst[1]
- Michał Graczyk – produkcja[1][2]
- DJ Johny – mix/mastering[1]

## Certyfikaty
| Kraj          | Certyfikat      |
| ------------- | --------------- |
| Polska (ZPAV) | platynowa płyta |